# Franz Aspelmayr
Franz Aspelmayr, Asplmayr, Appelmeyer (ochrzcz. 2 kwietnia 1728 w Linzu, zm. 29 lipca 1786 w Wiedniu) – austriacki kompozytor i skrzypek.

## Życiorys
Był muzykiem na dworze cesarskim w Wiedniu. Dokonał przeróbki Pygmaliona Jeana-Jacques’a Rousseau (wyst. Wiedeń 1772), tworząc w ten sposób pierwszy na obszarze kultury niemieckojęzycznej melodramat. Pisał też muzykę do baletów Jeana-Georges’a Noverre’a. Skomponował singspiel Der Kinder der Natur (wyst. Wiedeń 1778) oraz liczne pantomimy, m.in.  Agamemno vengé (1771), Ifigenie (1772), Acis et Galathée (1773), L’espiègle du village (1774). Jego twórczość pod względem stylistycznym nawiązuje do szkoły mannheimskiej i Josepha Haydna.